# Радванкі (Великопольське воєводство)
Радванкі (пол. Radwanki, нім. Radwonke) — село в Польщі, у гміні Марґонін Ходзезького повіту Великопольського воєводства.
Населення — 377 осіб (2011).
У 1975-1998 роках село належало до Пільського воєводства.

## Демографія
Демографічна структура станом на 31 березня 2011 року:
|          | Загалом | Допрацездатний вік | Працездатний вік | Постпрацездатний вік |
| -------- | ------- | ------------------ | ---------------- | -------------------- |
| Чоловіки | 188     | 41                 | 135              | 12                   |
| Жінки    | 189     | 44                 | 112              | 33                   |
| Разом    | 377     | 85                 | 247              | 45                   |